# Пустая Гребля
Пустая Гребля (укр. Пуста Гребля) — село в Коропском районе Черниговской области Украины. Население — 213 человек.
Код КОАТУУ: 7422280504. Почтовый индекс: 16261. Телефонный код: +380 4656.

## Власть
Орган местного самоуправления — Атюшевский сельский совет. Почтовый адрес: 16261, Черниговская обл., Коропский р-н, с. Атюша, ул. Молодёжная, 6.